# Gesta (bướm)
Gesta là một chi bướm ngày thuộc họ Bướm nâu.

## Các loài
- Gesta austerus
- Gesta bigutta
- Gesta blanda
- Gesta brusus
- Gesta gesta
- Gesta gorgona
- Gesta heteropterus
- Gesta inga
- Gesta invisus
- Gesta llano
- Gesta parkeri